# ルイ＝ジェローム・ゴイエ
ルイ＝ジェローム・ゴイエ（フランス語: Louis-Jérôme Gohier、1746年2月27日、1830年5月29日）は、フランス革命時期の政治家。

## 生涯

### 総裁政府まで
ルイ＝ジェローム・ゴイエはアンドル＝エ＝ロワール県のサンブランセで生まれた。公証人の子として生まれたゴイエはレンヌで法律家として生計を立てた。1789年の三部会では第三身分代表として出席、1791年に召集された立法議会ではイル＝エ＝ヴィレーヌ県の代表として頭角を現した。彼は1791年11月22日に議決された聖職者の宣誓の強制に反対し、1792年2月7日に議決された王室財産の没収に賛成した。
ゴイエは1793年3月から1794年4月まで司法大臣を務め、ジロンド派の逮捕を見届けたほか、1795年に設立された五百人会でも議員を務め、1799年6月にはジャン＝バティスト・トレヤールの後任としてフランス総裁に就任した。彼は共和派として王党派の反発に対抗した。

## 帝政期とその後
ナポレオン・ボナパルトは1799年10月に突如エジプト・シリア戦役から本国へ戻ると、ゴイエの支持を得ようとした。11月9日、ナポレオンのブリュメール18日のクーデターが成功すると、ゴイエは総裁職の辞任を拒否、共和政を救おうとしてナポレオンをテュイルリー宮殿に招いて会談しようとした。しかし、ゴイエは逮捕され、リュクサンブール宮殿に移送された。2日後に釈放されると、ゴイエはオーボンヌへ退隠した。
1802年、ナポレオンはゴイエをバタヴィア共和国のアムステルダム駐在総領事に任命、バタヴィアの後身であるホラント王国がフランス帝国に併合されるとアメリカ駐在の総領事に任命した。しかし、ゴイエはすでに健康を害しており、赴任することができなかった。
ゴイエはその後20年以上病気に苦しみ、隠居地のオーボンヌで死去した。ジョゼフィーヌ・ド・ボアルネの親しい友人であったゴイエの妻は1825年にゴイエに先立って死去したため、ゴイエの財産と姓は養女のメラニー・ハーネマンに継承された。
ゴイエはペール・ラシェーズ墓地、妻の隣に埋蔵された。

## 著作
- Mémoires d'un vétéran irréprochable de la Révolution（1824年出版）
- Le Procès de Louis XVIでフランス王ルイ16世の裁判用に準備した王室費支出に関する報告を出版した。それ以外の報告はモニテュール・ユニヴァースル（英語版）紙で出版された。